# Theodor Brantner
Theodor Brantner, avstrijski general, * 15. november 1882, Großfeld, Moravska, † 15. december 1964, Dunaj, Avstrija.